# Saleen S7R
Der Saleen S7R ist ein Gran-Turismo-Rennwagen der Gruppe GT1 auf Basis des Saleen S7. Das von 2000 bis 2007 hergestellte Fahrzeug kam in internationalen Sportwagenrennserien wie der FIA-GT-Meisterschaft, der Le Mans Series und der American Le Mans Series sowie beim 24-Stunden-Rennen von Le Mans zum Einsatz. Ray Mallock Ltd. baute die ersten S7R unter Leitung von Saleen in seinen Werkshallen in Großbritannien. Ab 2006 ließ Saleen die letzten S7R bei ORECA in Frankreich fertigen.

## Renngeschichte

### 2000–2002: Erste Erfolge in den Le Mans Series
Der erste Saleen S7R wurde Ende des Jahres 2000 fertiggestellt. Anschließend wurde er in die Vereinigten Staaten verschifft, um beim Lauf der American Le Mans Series in Laguna Seca Raceway sein Renndebüt zu geben. Das von Saleen-Allen Speedlab eingesetzte Fahrzeug beendete das Rennen auf Platz 26. Zur Saison 2001 wurden die ersten Kundenchassis gefertigt, die von ihren Teams in verschiedenen internationalen Meisterschaften eingesetzt wurden. Fordahl Motorsports fuhr in der Grand-Am Sports Car Series, Ray Mallock in der European Le Mans Series und Konrad Motorsport sowohl in der European Le Mans Series als auch in der American Le Mans Series.
Schon früh gelangen mit dem Saleen S7R erste Erfolge, als Konrad Motorsport das 12-Stunden-Rennen von Sebring 2001 auf dem sechsten Platz beendete und einen Klassensieg errang. Es folgten noch zwei weitere Klassensiege in der American Le Mans Series, doch musste Konrad sich in der Meisterschaft dem überlegenen Corvette-Werksteam mit seiner Corvette C5-R geschlagen geben. Dennoch gelang gleich in der ersten Saison mit dem neuen Fahrzeug die Vizemeisterschaft. Fordahl Motorsports erzielte in der Grand-Am Sports Car Series sieben Klassensiege und schloss die Meisterschaft auf Platz zwei ab, während Ray Mallock bei vier Rennen der European Le Mans Series siegte und die Meisterschaft mit einem Punkt Vorsprung vor Konrad Motorsport für sich entschied. Saleen Allen-Speedlab brachte sein Fahrzeug beim 24-Stunden-Rennen von Le Mans auf Platz 18 in der Gesamtwertung und dem dritten Platz in seiner Klasse ins Ziel.
Da die European Le Mans Series nach der Saison 2001 aufgelöst wurde, konzentrierte Konrad Motorsport sich 2002 nun hauptsächlich auf die American Le Mans Series. Gegen das starke Corvette-Werksteam konnte Konrad sich jedoch weiterhin nicht behaupten und blieb in der Saison sieglos. Der zweite Meisterschaftsplatz konnte allerdings verteidigt werden. Fordahl Motorsport zog sich nach einem Jahr wieder aus der Grand-Am Sports Car Series zurück, doch rückte mit Park Place Racing ein weiteres Team mit einem Saleen S7R nach. Park Place gewann vier Rennen und erzielte den Meisterschaftssieg. Das neugegründete Team Graham Nash Motorsport gewann mit Saleen S7R neun Siege in der britischen GT-Meisterschaft sowie vier Siege in der spanischen GT-Meisterschaft und sicherte sich in beiden Serien den Titel.

### 2003–2005: Fokussierung auf die FIA-GT-Meisterschaft
Für die Saison 2003 entschied Konrad Motorsport sich, seine Saleen S7R in Europa in der FIA-GT-Meisterschaft an den Start zu bringen. Da auch Park Place Racing die Grand-Am Sports Car Series verließ, bestritt nun kein Saleen-Team eine komplette Saison in Nordamerika. Graham Nash Motorsport folgte Konrad Motorsport ebenfalls in die FIA-GT-Meisterschaft. Die beiden Mannschaften schlossen das Jahr auf den Positionen sechs und acht ab.

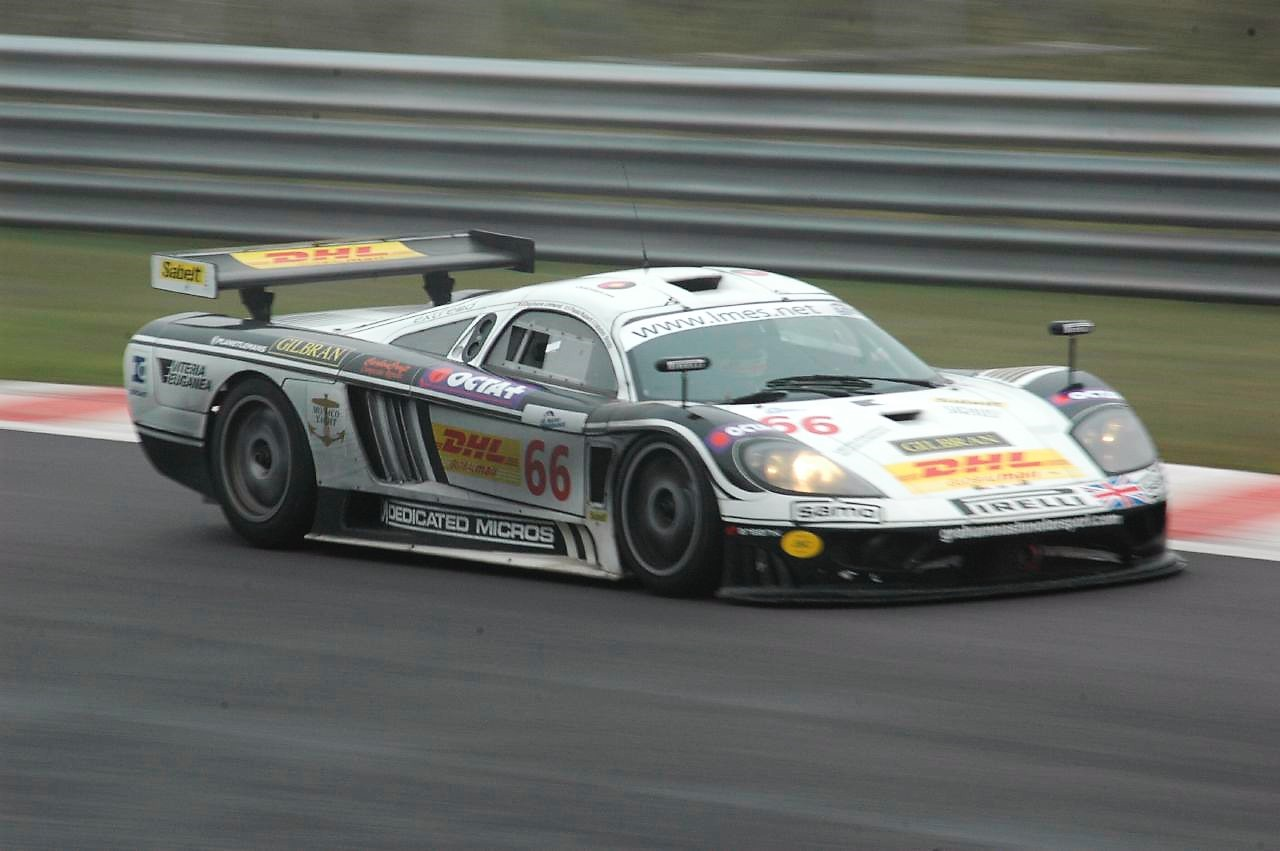
Saleen S7R von Graham Nash Motorsport 2005 in Spa

2004 setzten nun wieder vermehrt Teams auf den Saleen S7R. Ray Mallock stieg nach einem Jahr Abwesenheit vom Motorsport als drittes Saleen-Team in die FIA-GT-Meisterschaft ein. Konrad Motorsport betreute neben seinem eigenen Saleen S7R nun einen weiteren für das neue Vitaphone Racing Team. Michael Bartels und Uwe Alzen fuhren damit drei Rennsiege ein und erzielten in der Meisterschaft Platz vier. Das Team von  Dominique Dupuy brachte einen Saleen S7R in der französischen GT-Meisterschaft an den Start und konnte zwei Siege erringen. ACEMCO Motorsports kaufte zwei neue S7R, mit denen das Team die American Le Mans Series bestritt. ACEMCO blieb jedoch hinter dem weiterhin in der Serie dominierenden Corvette-Werksteam zurück und belegte in der Endabrechnung den zweiten Platz.
Die Saison 2005 verlief für die Saleen S7R hingegen weniger erfolgreich. Konrad Motorsport und Graham Nash Motorsport waren von wirtschaftlichen Schwierigkeiten betroffen. Darunter litten auch die Rennerfolge und beide Teams konnten in der FIA-GT-Meisterschaft nur wenige Punkte erzielen. Vitaphone Racing hatte sich inzwischen von Konrad Motorsport getrennt und wechselte zudem das Fahrzeug. Statt des Saleen wurden nun zwei Maserati MC12 eingesetzt. ACEMCO Motorsports beendete die American Le Mans Series erneut auf Platz zwei, konnte aber gegen Corvette Racing nicht in den Kampf um Rennsiege eingreifen. Die drei Siege von Dominique Dupuy in der französischen GT-Meisterschaft blieben 2005 die einzigen Siege des Saleen S7R.

### 2006–2009: Neuausrichtung

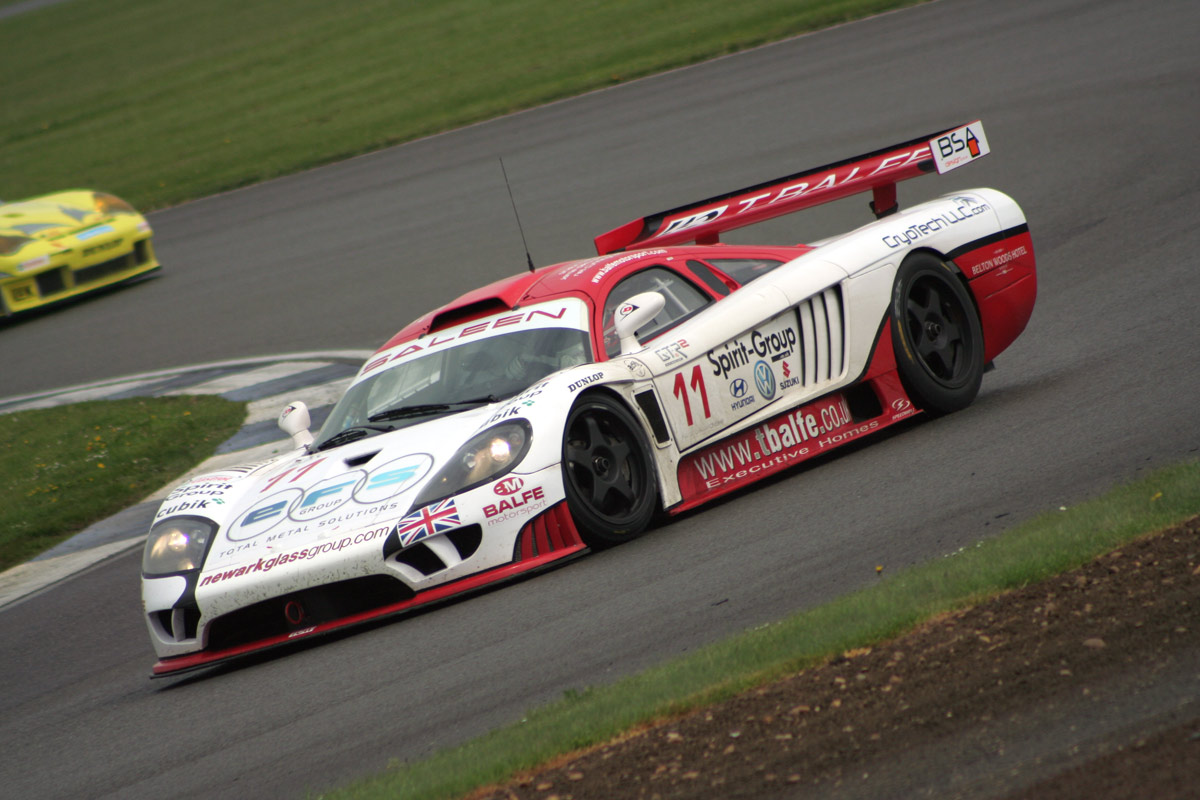
Saleen S7R von Balfe Racing 2006 in Silverstone

Nach dem Rückschlag 2005 unternahm Saleen den Versuch, sich auf wenige bestimmte Rennen und Rennserien zu konzentrieren. ACEMCO Motorsports verließ die American Le Mans Series und nahm ausschließlich am 24-Stunden-Rennen von Le Mans teil. Der elfte Platz in der Gesamtwertung war das bisher beste Ergebnis eines Saleen S7R bei dem Langstreckenklassiker. Der französische Rennstall ORECA wurde damit beauftragt, neue verbesserte Chassis des Saleen S7R herzustellen, um laut Firmeneigner Steve Saleen die Konkurrenzfähigkeit und die Unterstützung für Kundenteams zu erhöhen. Schon bald stellten sich wieder die Erfolge ein, als ORECA mit seinen Fahrern Stéphane Ortelli und Soheil Ayari zwei Klassensiege in der Le Mans Series feiern konnte und den dritten Meisterschaftsplatz erlangte. Das Team bestritt auch die französische GT-Meisterschaft, in der der Titel gewonnen werden konnte. In der FIA-GT-Meisterschaft traten das Werksteam Zakspeed und das Privatteam Balfe Racing mit Saleen S7R an. Jaroslav Janiš, Sascha Bert und Andrea Montermini fuhren für Zakspeed zwei Rennsiege ein und so konnte das Team die Saison auf dem vierten Meisterschaftsplatz abschließen.
2007 musste Zakspeed sein Engagement in der FIA-GT-Meisterschaft abbrechen, da das Team noch vor Saisonbeginn zahlungsunfähig wurde. ACEMCO Motorsports musste sich ebenfalls vom Motorsport zurückziehen und seine Saleen S7R verkaufen. ORECA fertigte zwei weitere Chassis, von denen eines an das italienische Team Racing Box abgegeben wurde, das zusammen mit ORECA die Le Mans Series bestritt. Dort gelang nach einer langen Durststrecke im internationalen Motorsport schließlich doch noch der Durchbruch für den Saleen S7R, als Stéphane Ortelli und Soheil Ayari vier Klassensiege für ORECA einfuhren und sich den Fahrer- und Teamtitel der GT1 sicherten. ORECA war auch beim 24-Stunden-Rennen von Le Mans erfolgreich, bei dem die Saleen S7R am Ende des Rennens auf den Plätzen zehn und 16 in der Gesamtwertung lagen. Der Titel in der französischen GT-Meisterschaft konnte erfolgreich verteidigt werden.

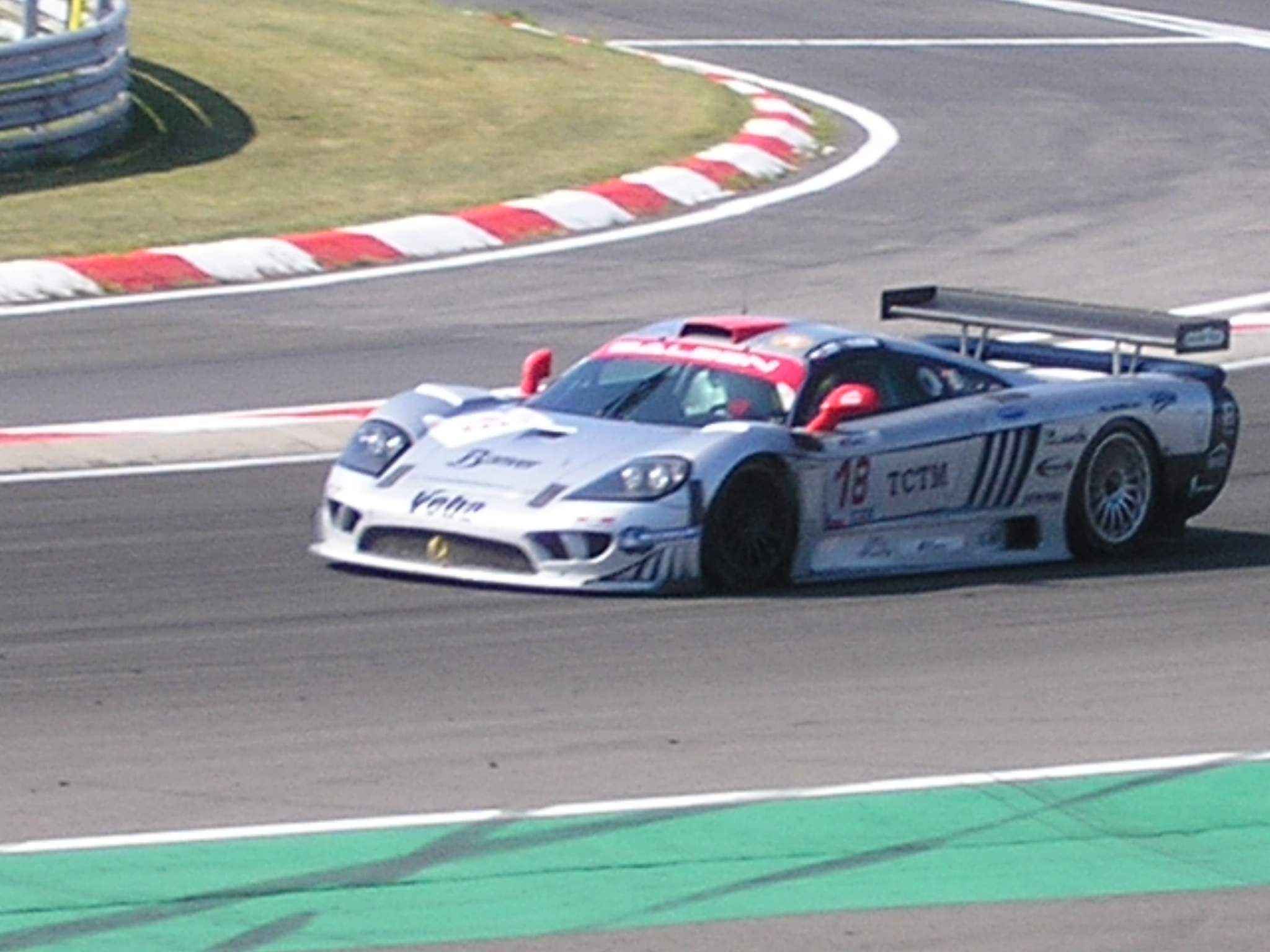
Saleen S7R von K plus K Motorsport 2009 in Budapest

In der Saison 2008 nahm Larbre Compétition mit einem S7R zunächst am Saisonauftakt der Le Mans Series teil, bei dem Platz zwei in seiner Klasse erreicht wurde. Da jedoch der Rennkalender mit dem der französischen GT-Meisterschaft kollidierte, konnte Larbre sein Fahrzeug bei den folgenden Läufen nicht an den Start bringen und so zog sich das Team schließlich aus der Serie zurück. Nun konzentrierte Larbre sich auf die FIA-GT-Meisterschaft und die französische GT-Meisterschaft, die das Team mit dem Meisterschaftssieg abschloss. Larbre nahm auch am 24-Stunden-Rennen von Le Mans teil, bei welchem der S7R auf Platz 28 die Ziellinie überquerte. Das belgische Team PK-Carsport stieg zur Saison 2008 von seiner Corvette C5-R ebenfalls auf einen Saleen S7R um. Der größte Erfolg mit dem Fahrzeug gelang PK-Carsport beim Saisonfinale in San Luis, aus dem Anthony Kumpen und Bert Longin als Sieger hervorgingen. Einzelne Gaststarts in der FIA-GT-Meisterschaft wurden auch vom Autoracing Club Bratislava und vom RBImmo-Racing-Team absolviert.
Nach der Saison 2008 verließ Larbre Compétition die FIA-GT-Meisterschaft wieder und konzentrierte sich 2009 nun vollständig auf die Le Mans Series. Zwar gelang beim 1000-km-Rennen auf dem Nürburgring ein Klassensieg, doch verlor das Team den Titel an Luc Alphand Aventures. Der FIA-GT-Meisterschaft blieben jedoch trotz des Ausstiegs von Larbre weiterhin die Saleen S7R erhalten, da das tschechische Team K plus K Motorsport und das österreichische Full Speed Racing Team jeweils mit zwei Fahrzeugen dieses Typs in die Serie einstiegen. Die Piloten Karl Wendlinger und Ryan Sharp gewannen im K-plus-K-Saleen den Saisonauftakt in Silverstone. Der Autoracing Club Bratislava trat als Gaststarter mit seinem Saleen S7R bei jeweils einem Lauf der Le Mans Series und der FIA-GT-Meisterschaft an, konnte das Ziel allerdings bei beiden Rennteilnahmen nicht erreichen.

### 2010: Siege außer Konkurrenz

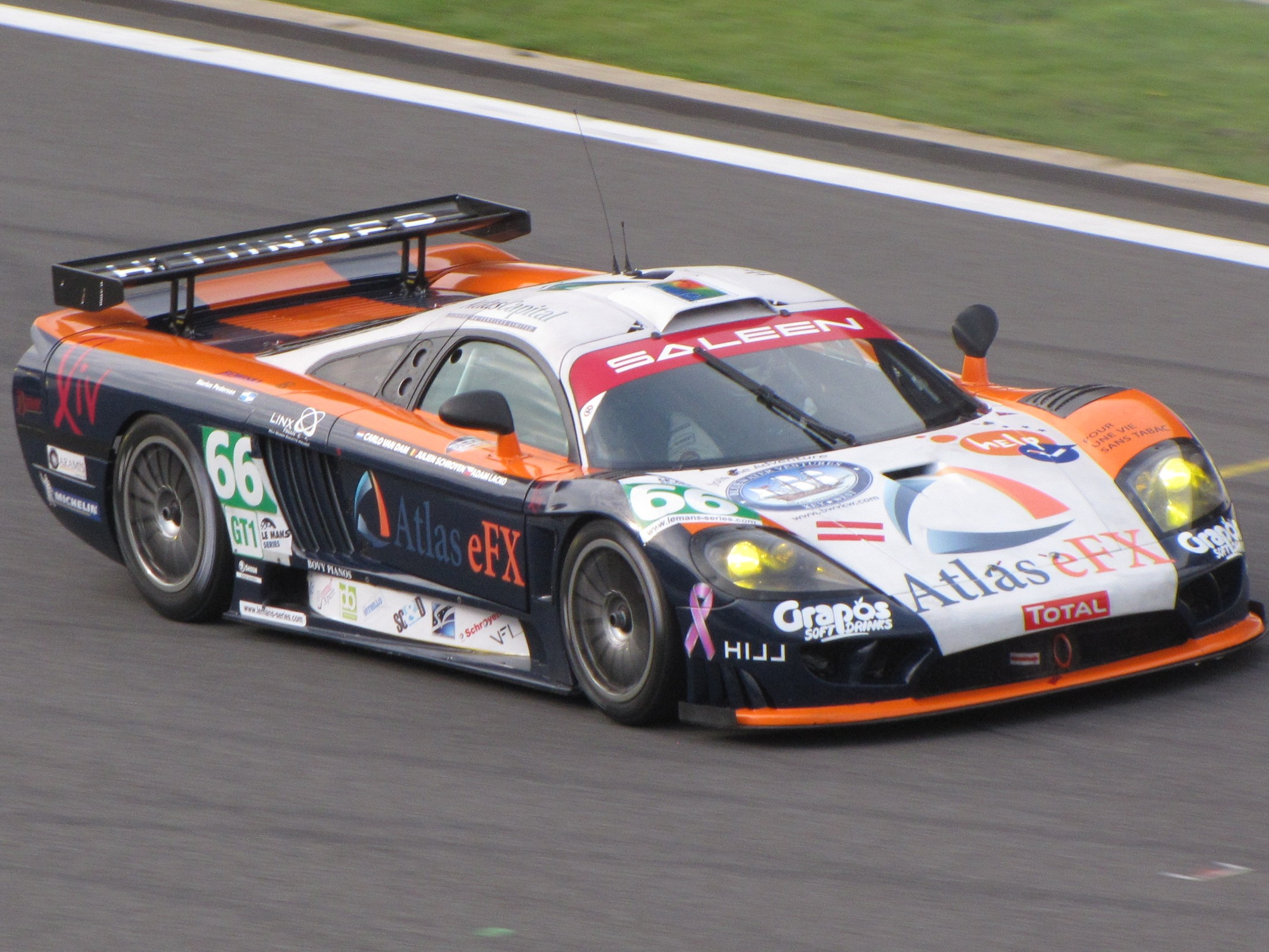
Saleen S7R von Atlas FX-Team FS beim 1000-km-Rennen von Spa-Francorchamps 2010

Ursprünglich wollte Larbre Compétition 2010 seinen Saleen S7R angepasst an das neue Reglement in der neugegründeten FIA-GT1-Weltmeisterschaft, der Nachfolgeserie der FIA-GT-Meisterschaft, an den Start bringen. Da allerdings nur sechs Hersteller vorgesehen waren und Saleen damit der siebte gewesen wäre, erhielt das Fahrzeug keinen Startplatz.
In der American Le Mans Series waren ab der Saison 2010 keine GT1-Wagen mehr zugelassen, in der Le Mans Series 2010 waren die Saleen dagegen weiterhin teilnahmeberechtigt. Für diese Serie waren je ein Saleen S7R von Larbre Compétition und vom österreichischen Atlas FX-Team FS gemeldet. Nachdem das Fahrzeug der Österreicher beim Auftaktlauf auf dem Circuit Paul Ricard nicht erschien, beendeten Gabriele Gardel, Patrice Goueslard und Julien Canal den ersten Lauf konkurrenzlos als Klassensieger der GT1. Beim folgenden 1000-km-Rennen von Spa-Francorchamps hingegen waren sowohl der zweite Saleen, als auch mehrere andere GT1-Fahrzeuge aus der FIA GT1-Weltmeisterschaft vor Ort. Dort konnten sich die Saleen nicht gegen die Ford GT1 durchsetzen und beendeten das Rennen außerhalb des Podiums. In den zwei folgenden Läufen der Le Mans Series traten wieder nur die beiden Saleen in ihrer Klasse an, der Saleen von Larbre trug jeweils den Klassensieg davon. Im letzten Rennen in Silverstone ging nur der Saleen von Larbre an den Start und sicherte sich ungefährdet den Klassensieg in diesem Rennen und auch den Gesamtsieg für die GT1-Klasse der Le Mans Series. Während des gesamten Saison waren die Saleen jedoch durch Fahrzeuge aus der niedrigeren GT2-Klasse geschlagen worden.
Bei den 24 Stunden von Le Mans von 2010 erzielte ein Saleen S7R zum ersten Mal den Gesamtsieg in der GT1-Kategorie. Larbre konnte sich hier gegen die von Privatteams eingesetzten Aston Martin DBR9, Corvette C6.R und Ford GT1 durchsetzen. Ähnlich den Läufen der Le Mans Series erzielten aber zwei GT2-Wagen mehr Runden als der Saleen.
Ab dem Jahr 2011 waren die Saleen bei den 24 Stunden von Le Mans und in der Le Mans Series aufgrund des neuen Reglements und der neuen Klasseneinteilung so wie alle anderen GT1-Fahrzeuge nicht mehr startberechtigt.